# Ramiz Alia
Ramiz Alia (ur. 18 października 1925 w Szkodrze, zm. 7 października 2011 w Tiranie) – albański działacz komunistyczny.

## Życiorys
Syn Taipa i Sebie. W okresie 1939–1940 członek młodzieżowej organizacji faszystowskiej, szybko jednak wstąpił do partyzantki i przeszedł na stronę komunistów. Od 1943 członek partii komunistycznej. Od 1948 członek KC albańskiej partii komunistycznej; od 1961 w zarządzie biura politycznego partii. Po śmierci Envera Hodży objął funkcję pierwszego sekretarza Albańskiej Partii Pracy. Uważany był za lidera frakcji liberalnej. W 1987 roku rozpoczął się kryzys gospodarczy, pogarszał się albański bilans handlowy. W tym samym okresie władze albańskie ostatecznie uznały, że polityka zwalczania religii zakończyła się niepowodzeniem oraz odnowiono niektóre zabytki architektury sakralnej (głównie meczety). W 1987 poprawiły się stosunki Albanii z RFN oraz z Grecją, w 1988 – z Włochami. W 1989 albańska prasa relacjonowała przemiany w Europie Środkowo-Wschodniej, jednak starała się udowodnić, że są one niekorzystne dla tamtejszych społeczeństw. Od tego roku prowadził powolną demokratyzację, która uległa przyspieszeniu po protestach studenckich i robotniczych w 1990. W 1991 przeprowadzono pierwsze wolne wybory do parlamentu; komuniści zdobyli w nich 57% głosów. Majątek należący do państwowych gospodarstw rolnych został rozdzielony między chłopów. 29 kwietnia 1991 parlament albański zmienił nazwę kraju na Republika Albańska, pierwszym prezydentem ogłosił Alię, jak również zmienił konstytucję Albanii, wprowadzając podział władzy i poszerzając zakres swobód obywatelskich. 30 września 1991 przegłosowano ustawę, na mocy której z więzień zwolnieni zostali więźniowie polityczni, z wyjątkiem tych którzy dopuścili się aktów terroru z ofiarami śmiertelnymi. Alia do 3 kwietnia 1992 roku pozostawał prezydentem Albanii.
Aresztowany 20 sierpnia 1993 i skazany 2 lipca 1994 na osiem lat pozbawienia wolności za zbrodnie przeciwko ludzkości. Odzyskał wolność ostatecznie w 1997.
Był żonaty (żona Semiramis), miał troje dzieci.
Zmarł w sanatorium w Tiranie, w wyniku problemów z układem oddechowym. Pochowany na cmentarzu Sharre w Tiranie, obok żony i matki.
Jest autorem trzech tomów pamiętników: Shpresa dhe zhgënjime (Nadzieje i rozczarowania; Tirana, 1993); Ditari i burgut (Dziennik więzienny; Athinë, 1998) i Duke biseduar për Shqipërinë (Rozmawiając o Albanii; Athinë, 2000).